# Lagen.nu
Lagen.nu är en privat webbplats som gratis publicerar alla författningar från SFS i konsoliderad form samt vägledande rättsfall från 1981.
Lagen.nu uppfyller Stiftelsens för rättsinformation kvalitetskrav för juridiska databaser. Den har skapats och drivs av Staffan Malmgren.
Lagen.nu grundar sig på det material som finns tillgängligt i elektronisk form från Regeringskansliets rättsdatabaser och Domstolsverket.
Utöver detta material finns även länkar till förarbeten på Riksdagens webbplats, SFS som de kungörs hos Regeringskansliet enligt rättsinformationssystemet i Sverige samt Europeiska unionsrätten på eurlex.nu. Uppdatering sker kontinuerligt och ny information är i allmänhet tillgänglig inom ett dygn.
Upphovsrätt gäller inte lagtexter eller beslut av myndigheter. Referat av rättsfall är fria att återge så länge källan, Domstolsverket, anges. Lagen.nu använder cookies men sparar inte någon identifierbar information om användarna.
Lagkommentar finns till de vanligaste lagarna såsom Föräldrabalken, Ärvdabalken, Äktenskapsbalken, Brottsbalken, Rättegångsbalken och Miljöbalken. De viktigaste begreppen som uppsåt, böter etc har också korta artiklar med kommentarer.